# Accent circumflex en francès
L'accent circumflex en francès és un signe diacrític que es col·loca sobre les vocals i que té diferents funcions: marcar una pronúncia determinada, indicar que s'ha produït l'elisió d'una lletra que històricament s'escrivia o diferenciar determinats casos d'homonímia. El francès inclou aquest signe d'ençà el segle xvi i la reforma ortogràfica de 1990 en restringeix l'ús per simplicar la llengua i guanyer en coherència a les normes sobre la seva escriptura.
El cas més freqüent és el seu ús per indicar que una "s" s'ha suprimit amb l'evolució de la llengua, com es veu a "fête" o "hôtel", que deriven de "feste" i "hostel" respectivament. Les vocals més afectades per aquest són la vocal "a" i la "e". El segon cas més usual és la seva presència a l'imperfet de subjuntiu, com a "fût". L'accent circumflex s'usa també pe analogia en formes d'aquest temps verbal que no n'haurien de dur per motius etimològics. No apareix tant en homòfons, però com que moltes de les paraules que en duen pertanyen al vocabulari bàsic (com "sûr", amb el sentit de "segur" per diferenciar-ho de la preposició), esdevé un ús important.